# فلاديمير سومر
فلاديمير سومر (بالتشيكية: Vladimír Sommer)‏ هو أستاذ جامعي وملحن تشيكي، ولد في 28 فبراير 1921 في Dolní Jiřetín ‏ في التشيك، وتوفي في 8 سبتمبر 1997 في براغ في التشيك.

## وصلات خارجية
- فلاديمير سومر على موقع IMDb (الإنجليزية)
- فلاديمير سومر على موقع ميوزك برينز (الإنجليزية)
- فلاديمير سومر على موقع قاعدة بيانات الأفلام السويدية (السويدية)
- فلاديمير سومر على موقع أول ميوزيك (الإنجليزية)
- فلاديمير سومر على موقع ديسكوغز (الإنجليزية)
- فلاديمير سومر على موقع قاعدة بيانات الفيلم (الإنجليزية)
- فلاديمير سومر على موقع كينوبويسك (الروسية)